# Мухамедьяров, Фатых Гарифович
Фатых Гарифович Мухамедьяров (тат. Фатыйх Гариф улы Мөхәммәдьяров; 1884—1950) — советский государственный деятель здравоохранения и учёный, доктор медицинских наук, профессор. Герой Труда.

## Биография
Родился 25 декабря 1883 года (6 января 1884 года по новому стилю) в деревне Большие Яки Кукморской волости Казанского уезда Казанской губернии.
Первоначальное образование получил в родной деревне, в возрасте 13 лет его отдали для продолжения обучения в казанское медресе при Апанаевской мечети. По окончании медресе в нём же математику, арабский язык и одновременно учился в русском классе при медресе Старо-Татарской слободы и в Казанской татарской учительской школе. В 1907 году Фатых сдал экзамен на звание учителя начального русско-татарского училища. В 1913 году поступил и в 1917 году окончил Казанский императорский университет, обучался на медицинском факультете.
После окончания университета был призван на военную службу в Русскую императорскую армию и направлен в Киевский военный округ полковым врачом. Начал участвовать в работе солдатских комитетов, был избран делегатом в Национальное собрание воинов-татар Внутренней России и Сибири и находился до января 1918 года в Уфе. Вернувшись в Казань, участвовал в работе Совета городского хозяйства, где руководил медико-санитарным отделом. Вскоре был мобилизован в РККА в 4-ю Уральскую дивизию под командованием В. Н. Блюхера, затем — в Татарскую бригаду.
В сентябре 1920 года Фатых Гарифович был отозван в Казань и вся его последующая жизнь была связана со здравоохранением. С 1920 года заведовал отделом охраны здоровья детей при Народном комиссариате здравоохранения Татарской АССР, затем стал заместителем, а с конца 1922 года — народным комиссаром здравоохранения ТАССР, проработав в этой должности до 1927 года. В июле 1923 года ему было присвоено звание Героя Труда.
С 1926 года Ф. Г. Мухамедьяров начал педагогическую деятельность. Стал ассистентом, а потом доцентом кафедры социальной гигиены Казанского государственного института для усовершенствования врачей (ГИДУВ, ныне Российская медицинская академия последипломного образования), В августе 1932 года был избран заведующим кафедры социальной гигиены Казанского государственного медицинского института (ныне Казанский государственный медицинский университет, где Фатых Гарифович трудился до конца жизни. В 1933 году ему было присвоено звание профессора, в 1935 году — присуждена степень доктора медицинских наук. Работу на кафедре социальной гигиены он совмещал с должностью директора Татарского института социальной гигиены (1930—1935), читал курс социальной гигиены в Казанском медицинском техникуме. Был автором многих научных работ.
В годы Великой Отечественной войны распространял санитарно-гигиенические знания среди населения Татарской АССР, где находились военные госпитали, а также продолжал заниматься научной деятельностью.
Умер 30 января 1950 года в Казани. Его сын — Шамиль Мухамедьяров тоже стал учёным.
В честь татарского учёного в Казани была названа одна из улиц.

## Известные адреса
- Казань, Тукаевская улица, дом 80.[5]